# 大名

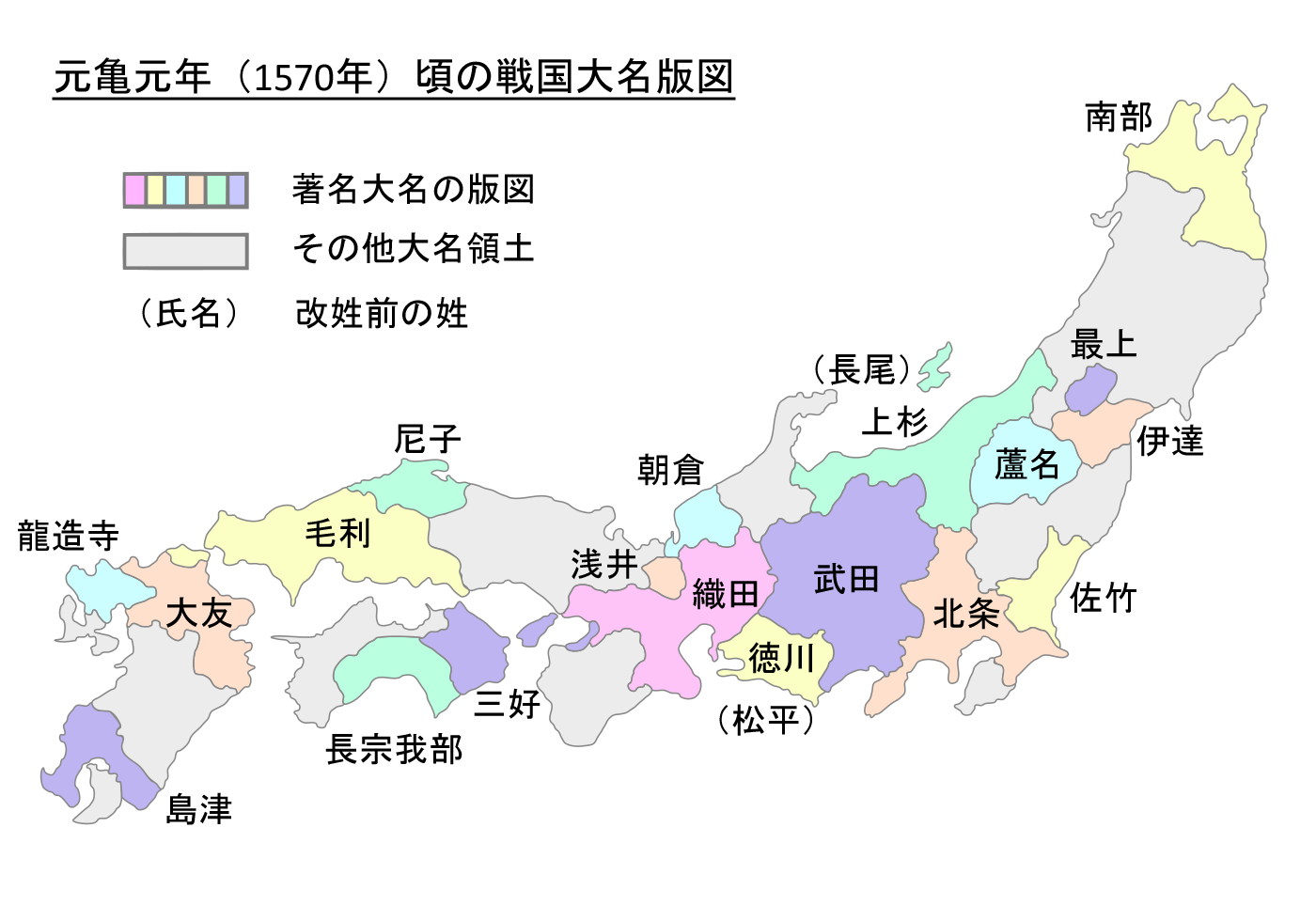
1570年頃の戦国大名の版図

大名（だいみょう）とは、平安から鎌倉時代、私田の一種である名田の所有者のことであり、名田の大小によって大名や小名と形容する普通名詞であり特定の地位を表す語ではなかった。平安時代末頃からこの語が見られるようになり、鎌倉時代以降は大きな所領をもって家臣団を形成した有力武士は大名と呼ぶようになった。これとは別に勢力があり大きな名誉をもつ者を大名（たいめい）とも記述され大名（だいみょう）と大名（たいめい）は日葡辞書では区別されているものの混用もされていたようである。

## 概要
平安時代末ごろに私田の一種の名田の所有者を指す言葉として使用されるようになり、名田の大小によって大名・小名に区別された。鎌倉時代になると大きな所領をもち多数の家子や郎党を従えている有力武士を大名と称するようになった。南北朝時代から室町時代にかけては、守護職が領国を拡大して大名領を形成したために「守護大名」とよばれた。戦国時代には在地土豪の掌握を通じて一円知行化を推進して守護に取って代わった有力武士が「戦国大名」とよばれた。
江戸時代には主に石高1万石以上の所領を幕府から禄として与えられた藩主を指す言葉となった。ただこの1万石という基準は江戸時代の当初から明確であったものではなく、当初は将軍拝謁が許される者は役職や官位、外交など実質に依っていたものと考えられる。制度として1万石の基準が登場する最初期のものは家光による1635年の寛永令（寛永の武家諸法度）であると考えられている。
1万石未満の武士のうち幕府直属の武士を直参という。この「直参」という語は「主君に直接仕える」という当時の一般語であり特定の地位を指す語ではなく、将軍に直接御目見えが許される旗本と許されない御家人に区別された。旗本と御家人の区別は家格によるものであり、大身の御家人は小身の旗本より実入りは多かった（概ね旗本は大身、御家人は小身であった）。知行地の有無には必ずしも拠らず、旗本にも蔵米取がおり御家人の中にも知行地を持つ者もある。
1万石未満の直参ではない武士で、大名格として扱われたのは高家26家および喜連川家があった。また直参や外様、名家など30余家の寄合として交代寄合があり、こちらも大名格として扱われ、高家には免除されていた参勤交代が求められた。
江戸時代の大名はその封建領主と性格が中国の諸侯と性格を共有することから、諸侯に準えて大名諸侯とも称される。また歴史学上の用語としては、近世大名とも称する。

## 大名にちなんだ言葉
- 大名華族 - 華族のうち、大名諸侯出身のもの。
- 大名屋敷 - 大名の屋敷。諸藩は江戸にそれぞれ何箇所かを有し、江戸城に近い本邸である上屋敷、世継ぎや隠居した前大名が住む中屋敷、災害時の仮宅・倉庫・大庭園・接待所といった機能を担う都心から離れた下屋敷が設けられた。
- 大名然 - 大名の様に鷹揚な様。
- 大名行列 - 大名が参勤交代の際に隊列を組んで移動する様。要人を囲んで集団が移動する様を揶揄していうことも。
- 大名庭園 - 大名が築造した日本庭園。
- 大名火消 - 江戸幕府が諸大名に命じて作らせた江戸の消防部隊。諸藩の藩士で構成。
- 大名貸し - 大商人が蔵米を担保に大名に高利貸しをしたこと。
- 大名預け - 幕府が罪人の管理を大名に任せること。
- 大名普請 - 贅沢な普請。
- 大名旅行 - 贅沢な旅行。
- 大名飛脚 - 大名が江戸と国許の連絡のために設けた飛脚のこと。
- 大名下ろし - 中骨に身を多く残すようにして魚を三枚におろすこと。豪勢であることからいわれる。
- 大名切り - 魚や肉の身を大雑把に大きく切ること。
- 大名買い - 売り手の言うままに購入すること。
- 大名椀 - 大きな椀。
- 大名倹飩 - 主に大名の紋や船などが描かれた、漆絵がある器に入れて出された倹飩を指して言う。
- 大名縞 - 細かい縦縞模様。
- 婆沙羅大名 - 主に南北朝時代の社会風潮や文化的流行をあらわす言葉であり、勝手気ままに振る舞う大名。
- 御大名（お大名） - 世事に疎く苦労を知らない人を指す語、または大名を敬って言う語。
- 大名言葉 - 目上の立場にある人が目下の人に対して使う言葉を指す語。
- 大名芸 - 役に立たない、実用的でない芸のこと。殿様芸とも。

## 語義・音の変遷
室町時代の辞書『節用集』には、「たいめい」・「だいみょう」の2音を載せ、前者は守護（大領主）、後者は銭持（富裕層）の意であるとした。戦国時代には音による意味の区別が薄れ、「たいめい」と呼ぶことが多かったとされる。17世紀初頭の日葡辞書にも「だいみょう」・「たいめい」の2音が掲載されているが、語義の区別は明確でなく、2音とも大領主としている。「だいみょう」の音に定着したのは江戸時代に入ってからで、寛政期頃には専ら「だいみょう」と称した。

## 琉球王国の大名
琉球王国では、間切（行政単位。今日の市町村に相当）を治める総地頭職（王子地頭、按司地頭を含む）にある者は、大名（でーみょー）と呼ばれた。総地頭職は通常、王子、按司、親方の位階にある者が就いたので、彼らの尊称から御殿殿内（うどぅんとぅんち）とも呼ばれた。総地頭職の下に位置する一村（今日の字に相当）を治める脇地頭職にある者は大名とは呼ばれない。